# Кудинова (деревня)
Кудинова — деревня в составе Боровского сельского поселения Болховского района Орловской области. Население 0 человек (2010), 1 чел. (на 2018 г.).

## География
Деревня расположена в центральной части Среднерусской возвышенности в лесостепной зоне, на севере Орловской области и находится возле реки Рог. На северо-западной окраине деревни пруд.
На 2018 год в деревне числилась 1 улица — Речная.
Географическое положение
в 2 км. — административный центр поселения деревня Козюлькина, в 14 км — административный центр района город Болхов
Климат
близок к умеренно-холодному, количество осадков является значительным, с осадками даже в засушливый месяц. Среднегодовая норма осадков — 627 мм. Среднегодовая температура воздуха в Болховском районе — 5,1 °C.

## Население
| 2010 |
| ---- |
| 0    |

Национальный и возрастной состав
Проживает (на 2017—2018 гг.) 1 житель в одном доме, свыше 60 лет.
По данным Всероссийской переписи населения 2010 года жителей нет.
Согласно результатам переписи 2002 года, в национальной структуре населения
русские составляли 100 % из общей численности населения в 10 жителей

## Известные уроженцы, жители
- Аракчеева, Софья Алексеевна (1917—1942) — советская учительница, партизанка.

## Инфраструктура
Нет данных

## Транспорт
Просёлочные дороги.